# Heinrich-Heine-Denkmal (Hamburger Stadtpark)

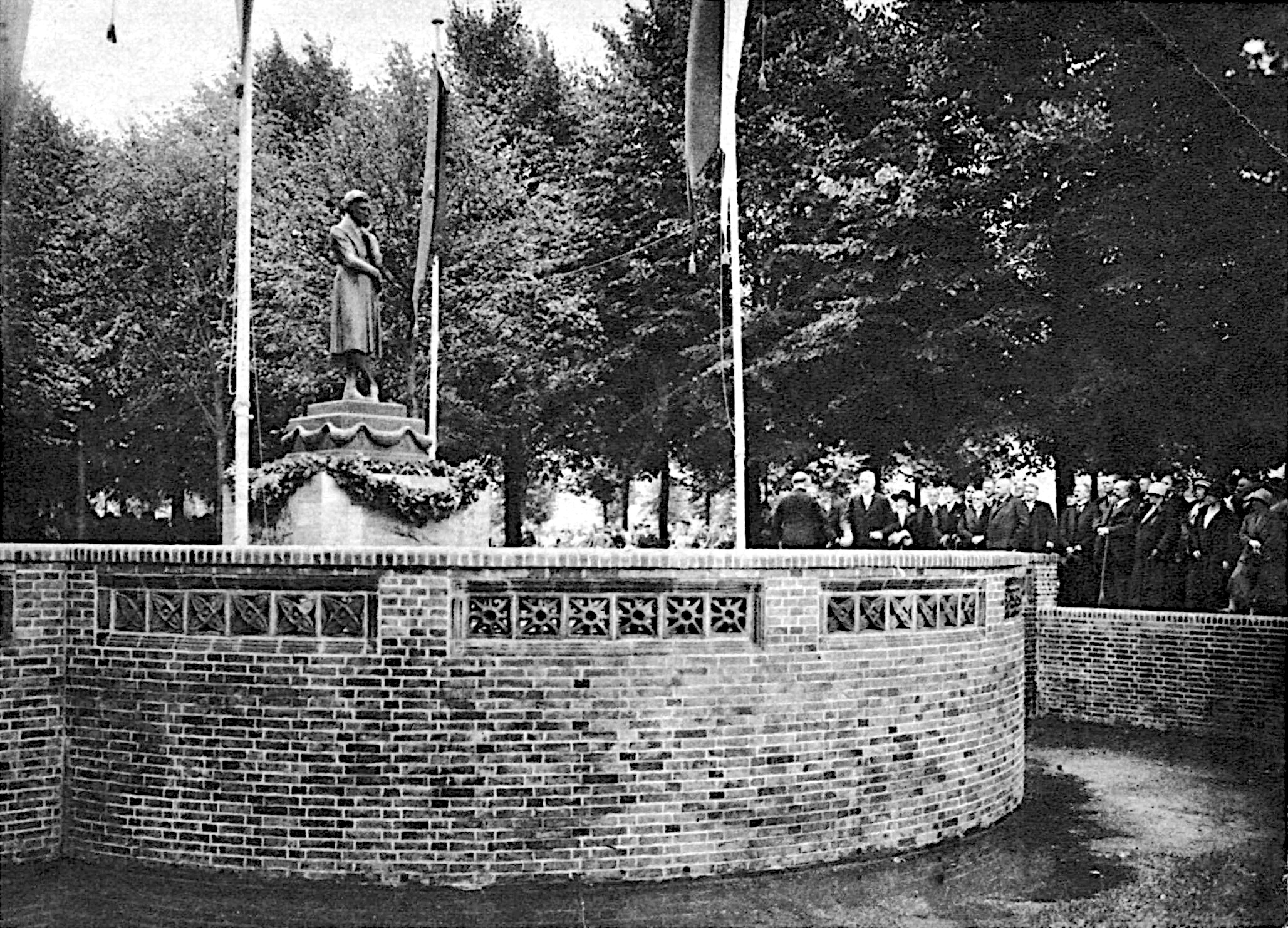
Einweihung des Heinrich-Heine-Denkmals im Hamburger Stadtpark, 13. August 1926. Foto: Joseph Schorer

Das Denkmal für den Dichter Heinrich Heine im Hamburger Stadtpark existierte von 1926 bis 1933. Es wurde von dem Bildhauer Hugo Lederer im Auftrag privater Stifter geschaffen. In der Zeit des Nationalsozialismus 1933 demontiert und später zerstört, existieren heute Nachbildungen in Hamburg und Düsseldorf.

## Entstehungsgeschichte

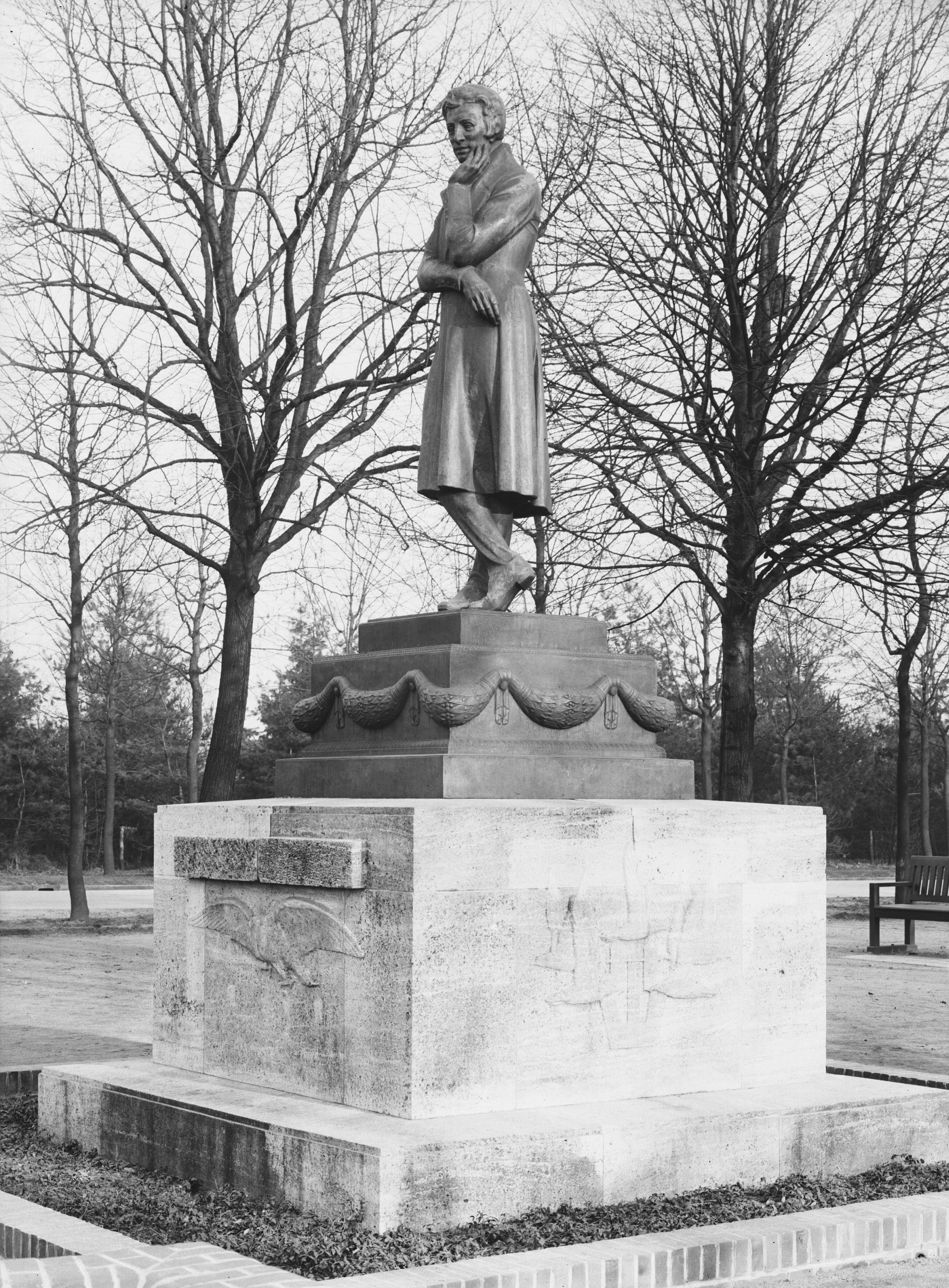
Heinrich-Heine-Denkmal im Hamburger Stadtpark, Herbst 1926. Foto: Heinrich Lübbert

Der Journalist und Kritiker Alfred Kerr rief anlässlich des 50. Todestages von Heinrich Heine im Januar 1906 dazu auf, den Dichter mit einem Denkmal zu ehren und Geld für diesen Zweck zu spenden. Als die Realisierung des Plans in Reichweite war, weil genügend Geld zusammengekommen und ein öffentlicher Platz für das Denkmal von der Freien und Hansestadt Hamburg zugesagt worden war, beauftragten die Denkmalstifter um Kerr den Bildhauer Hugo Lederer, ein Denkmal zu entwerfen. Der Entwurf für ein bronzenes Standbild wurde gebilligt und die Statue am 8. Juli 1913 von der Kunstgießerei Gladenbeck in Friedrichshagen gegossen.
Bedingt durch verschiedene Widrigkeiten (Erster Weltkrieg, Wirtschaftskrise und Antisemitismus) verzögerte sich ihre Aufstellung. Am 13. August 1926 wurde das Denkmal eingeweiht und von den Stiftern an die Stadt in Person ihres Ersten Bürgermeisters Carl Petersen als Geschenk übergeben.

## Entfernung und Zerstörung
Nach der Übertragung der Reichsregierung auf Adolf Hitler am 30. Januar 1933 (Machtübertragung) ließen die Nationalsozialisten das Standbild des ihnen wegen seiner jüdischen Herkunft verhassten Dichters bald entfernen. Am 2. August 1933 erging ein entsprechender Beschluss des von der NSDAP dominierten Senats der Freien und Hansestadt Hamburg. Am 26. oder 27. August wurde die Bronzestatue demontiert und in der Hamburger Kunsthalle eingelagert, von wo sie am 30. April 1940 zur Einschmelzung für die Waffenproduktion abgegeben wurde. Die Einschmelzung erfolgte vermutlich 1943.

## Nachbildungen

### Heinrich-Heine-Denkmal im Europa-Kolleg Hamburg
Eine erste – allerdings stark verkleinerte – Nachbildung des zerstörten Standbilds wurde anlässlich des 100. Todestages des Dichters vom Präses der Hamburger Kulturbehörde, Senator H.H.Biermann-Ratjen, in Auftrag gegeben, zur Aufstellung im Europa-Kolleg. Die 80 cm hohe, hohle, braun patinierte Bronzefigur befindet sich in Hamburg Groß-Flottbek im Gebäude des Europa-Kollegs Windmühlenweg 27 und ist dort auf der Galerie der Eingangshalle vor dem Sekretariat aufgestellt, siehe Heinrich-Heine-Denkmal (Europa-Kolleg Hamburg). Die Bronzefigur wurde im Mai 1956 von der Gießerei Richard Barth in Berlin-Mariendorf angefertigt, als 1:2 Vergrößerung von Hugo Lederers ca. 40 cm hohem Entwurfs-Bozzetto für das Heinrich-Heine-Denkmal im Hamburger Stadtpark.

### Heinrich-Heine-Denkmal am Rathausmarkt Hamburg
Der Bildhauer Waldemar Otto fertigte 1982 im Auftrag des Senats der Freien und Hansestadt Hamburg eine modernistische Neuschöpfung des zerstörten Denkmals an, welche auf dem Rathausmarkt aufgestellt wurde. Den Bronzeguss besorgte die Gießerei Schmäke in Düsseldorf.

### Heinrich-Heine-Denkmal vor der Universitäts- und Landesbibliothek Düsseldorf
Der Bildhauer Stefan Saxen fertigte 1994 eine ca. 1:4 Vergrößerung von Hugo Lederers Entwurfs-Bozzetto an; die Gießerei Schmäke in Düsseldorf stellte davon einen Bronzeabguss her. Diese Variante der zerstörten Originalstatue wurde im Auftrag des Rektors der Heinrich-Heine-Universität Düsseldorf am 16. Juni 1994 vor der Universitäts- und Landesbibliothek in Düsseldorf aufgestellt.

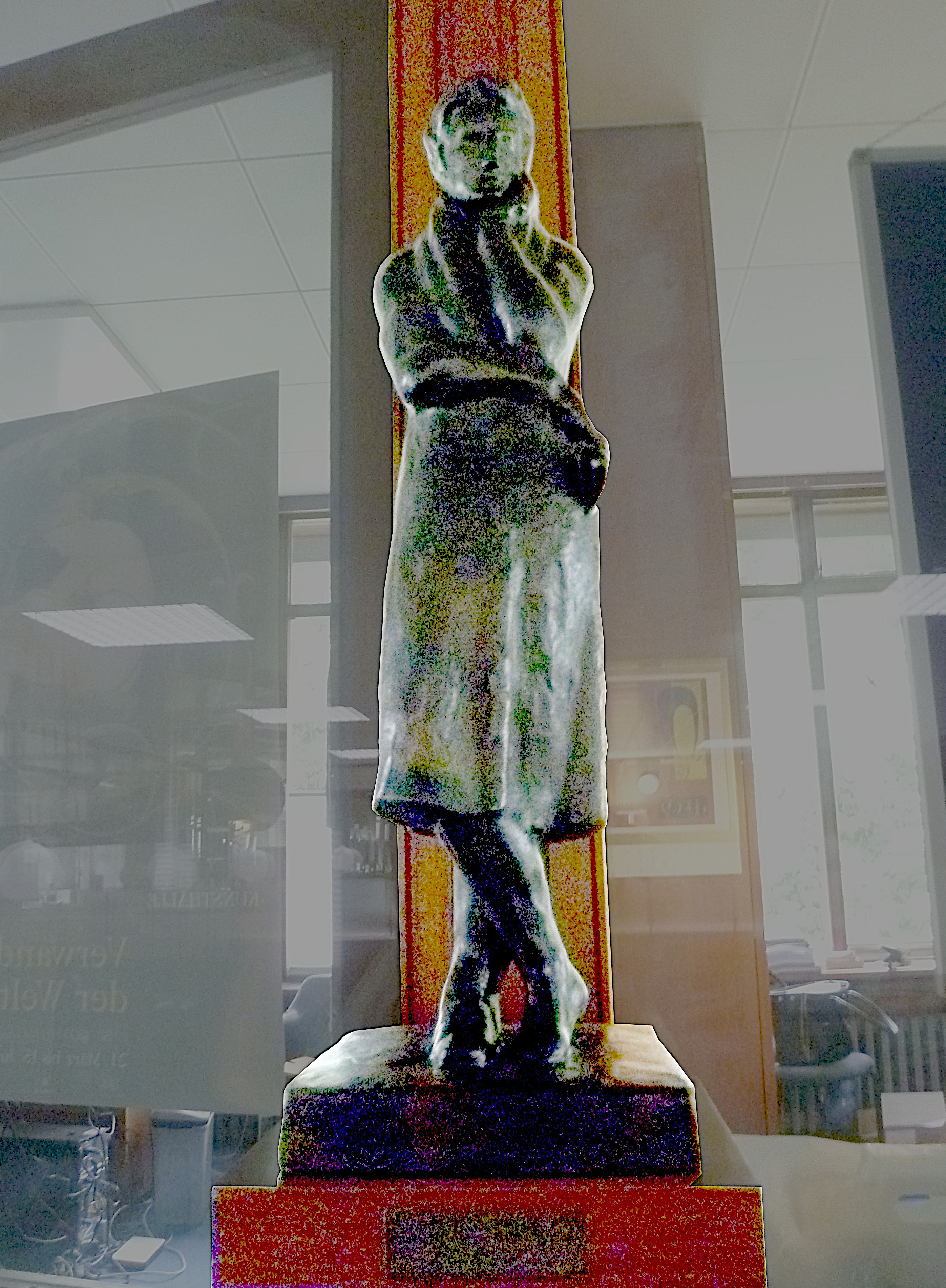
Europa-Kolleg Hamburg
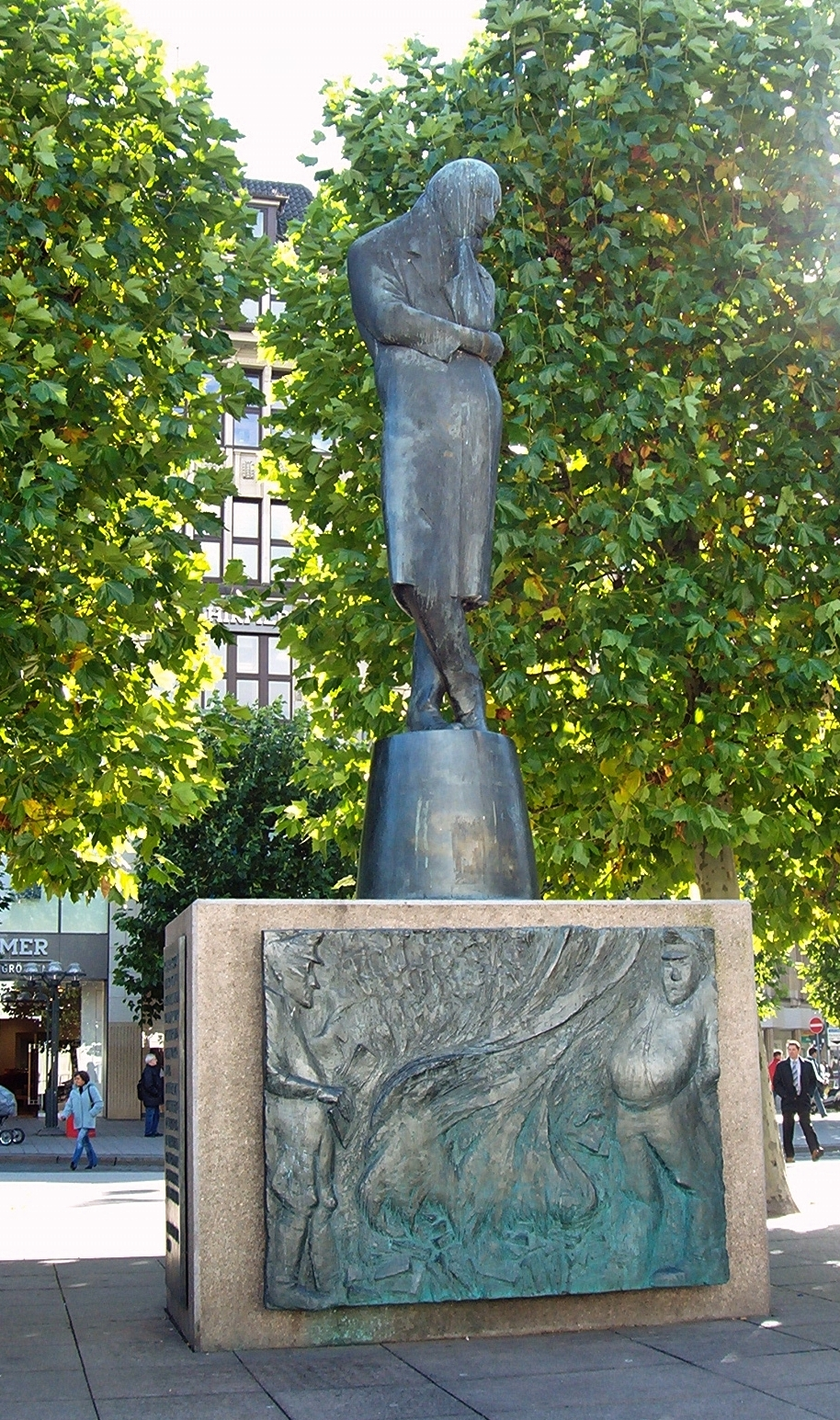
Rathausmarkt, Hamburg
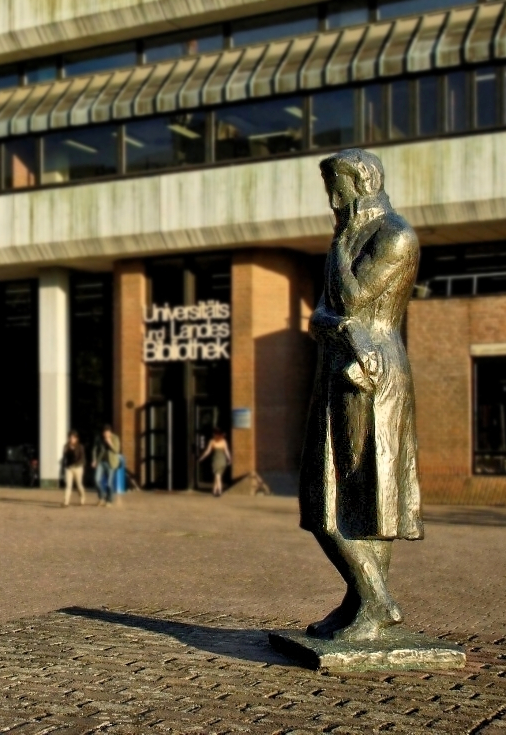
Universitäts- und Landesbibliothek, Düsseldorf